# Double backflip
Double backflip – ewolucja, która polega na podwójnym salcie w tył, czyli obrocie o 720 stopni. Jako pierwszy na FMX-ie wykonał ją Travis Pastrana. Pojedynczy backflip jest jedną z częściej wykonywanych ewolucji w FMX. Duża liczba zawodników łączy ją w kombinację z innymi ewolucjami np. z tsunami lub lazy boy. Podobną ewolucją jest Frontflip, która polega na tym samym tylko, że zawodnik obraca się do przodu (robi salto do przodu).